# Eccellenza Sardegna 2005-2006
Il campionato italiano di calcio di Eccellenza regionale 2005-2006 è stato il quindicesimo organizzato in Italia. Rappresenta il sesto livello del calcio italiano.
Questi sono i gironi organizzati dal comitato regionale della regione Sardegna.

## Stagione
Il campionato di Eccellenza Sardegna della stagione 2005/06, composto da 16 squadre, è stato vinto dall'Unione Sportiva Tempio al termine di una fuga solitaria che è durata per quasi tutto il campionato. Alle sue spalle si è classificato il neo promosso Budoni che ha battuto allo sprint finale il Tavolara e il sorprendente Tortolì che per gran parte del campionato ha occupato la seconda posizione. Ai Play-off nazionali il Budoni riuscirà a passare il primo turno, per poi uscire in finale contro la Civitavecchiese senza però perdere nemmeno una partita.
In coda per la prima volta si son sperimentati i Play-out per decidere le squadre che dovevano retrodere. Oltre alla Gialeto, ultima classificata e retrocessa direttamente, son scese in Promozione anche il Macomer e il neo promosso Monteponi Iglesias

## Squadre partecipanti
| Squadra                    | Città                                        |
| -------------------------- | -------------------------------------------- |
| Pol. Budoni                | Budoni (OT)                                  |
| U.S. Castelsardo           | Castelsardo (SS)                             |
| U.S. Ghilarza              | Ghilarza (OR)                                |
| Pol. Gialeto               | Serramanna (CA)                              |
| Pol. La Palma Alghero      | Santa Maria La Palma (fraz. di Alghero) (SS) |
| A.S. Macomer               | Macomer (NU)                                 |
| Monteponi Iglesias Calcio  | Iglesias (SU)                                |
| A.P.D. Quartu 2000         | Quartu Sant'Elena (CA)                       |
| S.P. Samassi               | Samassi (VS)                                 |
| U.S. San Teodoro           | San Teodoro (SS)                             |
| G.S. Selargius             | Selargius (CA)                               |
| Pol. Taloro                | Gavoi (NU)                                   |
| S.S. Tavolara              | Olbia (OT)                                   |
| U.S. Tempio                | Tempio Pausania (OT)                         |
| S.P. Tharros               | Oristano (OR)                                |
| A.S.D. Tortolì Calcio 1953 | Tortolì (OG)                                 |

## Classifica finale
|  | Pos. | Squadra            | Pt | G  | V  | N  | P  | GF | GS | DR  |
|  | ---- | ------------------ | -- | -- | -- | -- | -- | -- | -- | --- |
|  | 1.   | Tempio             | 67 | 30 | 20 | 7  | 3  | 63 | 24 | +39 |
|  | 2.   | Budoni             | 63 | 30 | 19 | 6  | 5  | 45 | 19 | +26 |
|  | 3.   | Tavolara           | 62 | 30 | 18 | 8  | 4  | 41 | 19 | +22 |
|  | 4.   | Tortolì            | 54 | 30 | 16 | 6  | 8  | 36 | 22 | +14 |
|  | 5.   | Taloro Gavoi       | 44 | 30 | 12 | 8  | 10 | 38 | 36 | +2  |
|  | 6.   | Tharros            | 41 | 30 | 10 | 11 | 9  | 34 | 33 | +1  |
|  | 7.   | San Teodoro        | 40 | 30 | 9  | 13 | 8  | 35 | 26 | +9  |
|  | 8.   | La Palma Alghero   | 39 | 30 | 11 | 6  | 13 | 22 | 37 | -15 |
|  | 9.   | Castelsardo        | 38 | 30 | 11 | 5  | 14 | 40 | 39 | +1  |
|  | 10.  | Quartu 2000        | 36 | 30 | 9  | 9  | 12 | 34 | 40 | -6  |
|  | 11.  | Selargius          | 35 | 30 | 9  | 8  | 13 | 33 | 34 | -1  |
|  | 12.  | Ghilarza           | 33 | 30 | 8  | 9  | 13 | 33 | 42 | -9  |
|  | 13.  | Samassi            | 30 | 30 | 8  | 6  | 16 | 41 | 53 | -12 |
|  | 14.  | Monteponi Iglesias | 28 | 30 | 8  | 4  | 18 | 34 | 60 | -26 |
|  | 15.  | Macomer            | 26 | 30 | 6  | 8  | 16 | 25 | 49 | -24 |
|  | 16.  | Gialeto            | 23 | 30 | 5  | 8  | 17 | 23 | 44 | -21 |